# Skeleton-Europacup 2012/13
Der Skeleton-Europacup 2012/13 war eine von der Fédération Internationale de Bobsleigh et de Tobogganing (FIBT) veranstaltete Rennserie, die zum insgesamt dreizehnten Mal ausgetragen wurde und zum Unterbau des Weltcups gehört. Die Ergebnisse der neun Saisonrennen flossen in das FIBT-Skeleton-Ranking 2012/13 ein.

## Männer

### Veranstaltungen
| Datum             | Ort       | Sieger                | Zweiter               | Dritter         |
| ----------------- | --------- | --------------------- | --------------------- | --------------- |
| 24. November 2012 | Königssee | Kilian von Schleinitz | Anže Šetina           | Ruslan Sabitow  |
| 25. November 2012 | Königssee | Anže Šetina           | Nikita Tregubow       | Michael Zachrau |
| 6. Dezember 2012  | La Plagne | Kilian von Schleinitz | Alexander Mutowin     | Keisuke Kondo   |
| 7. Dezember 2012  | La Plagne | Alexander Mutowin     | Ruslan Sabitow        | Keisuke Kondo   |
| 12. Januar 2013   | Igls      | Alexander Mutowin     | Kilian von Schleinitz | Ronald Auderset |
| 12. Januar 2013   | Igls      | Alexander Mutowin     | Kilian von Schleinitz | Ronald Auderset |
| 13. Januar 2013   | Igls      | Kilian von Schleinitz | Alexander Mutowin     | Pawel Kulikow   |
| 18. Januar 2013   | Altenberg | Michael Zachrau       | Paul Fraser           | Colin Domke     |
| 19. Januar 2013   | Altenberg | Pawel Kulikow         | Charles Wlodarczak    | Ruslan Sabitow  |

### Einzelwertung
| Platz | Sportler              | Land        | Punkte |
| ----- | --------------------- | ----------- | ------ |
| 1     | Kilian von Schleinitz | Deutschland | 516    |
| 2     | Alexander Mutowin     | Russland    | 477    |
| 3     | Ruslan Sabitow        | Russland    | 411    |
| 4     | Nikita Tregubow       | Russland    | 390    |
| 5     | Michael Zachrau       | Deutschland | 339    |
| 6     | Maximilian Otto       | Deutschland | 296    |
| 7     | Colin Domke           | Deutschland | 263    |
| 8     | Ronald Auderset       | Schweiz     | 240    |
| 9     | Marco Rohrer          | Schweiz     | 225    |
| 10    | Marco Zoccolan        | Italien     | 220    |

## Frauen

### Veranstaltungen
| Datum             | Ort       | Siegerin           | Zweite         | Dritte             |
| ----------------- | --------- | ------------------ | -------------- | ------------------ |
| 24. November 2012 | Königssee | Lena Joch          | Sarah Sartor   | Kim Meylemans      |
| 25. November 2012 | Königssee | Lena Joch          | Sarah Sartor   | Maxi Just          |
| 6. Dezember 2012  | La Plagne | Maxi Just          | Olga Korobkina | Elisabeth Vathje   |
| 7. Dezember 2012  | La Plagne | Olga Korobkina     | Lena Joch      | Elisabeth Vathje   |
| 12. Januar 2013   | Igls      | Maxi Just          | Elina Galijewa | Kim Meylemans      |
| 12. Januar 2013   | Igls      | Maxi Just          | Elina Galijewa | Kim Meylemans      |
| 13. Januar 2013   | Igls      | Maxi Just          | Sarah Sartor   | Lena Joch          |
| 18. Januar 2013   | Altenberg | Rose McGrandle     | Lena Joch      | Jacqueline Lölling |
| 19. Januar 2013   | Altenberg | Jacqueline Lölling | Lena Joch      | Maxi Just          |

### Einzelwertung
| Platz | Sportlerin         | Land        | Punkte |
| ----- | ------------------ | ----------- | ------ |
| 1     | Maxi Just          | Deutschland | 538    |
| 2     | Lena Joch          | Deutschland | 535    |
| 3     | Sarah Sartor       | Deutschland | 418    |
| 4     | Eiko Nakayama      | Japan       | 344    |
| 5     | Kim Meylemans      | Deutschland | 335    |
| 6     | Jelisaweta Subkowa | Russland    | 289    |
| 7     | Larissa Kirina     | Russland    | 256    |
| 8     | Giulia Carpin      | Italien     | 244    |
| 9     | Olga Korobkina     | Russland    | 230    |
| 10    | Elina Galijewa     | Russland    | 221    |

## Anmerkung
1. 1 2 3 4  Am 12. Januar 2013 wurde in Igls zunächst ein Lauf durchgeführt, der als Ersatz für das ursprünglich in Cesana Torinese geplante 5. Saisonrennen zählte. Durch Addition mit einem darauffolgenden zweiten Lauf wurde das Ergebnis für den 6. Europacup ermittelt. (Quelle: Kerstin Szymkowiak: Skeleton: EC in Igls, WC in Königssee, 11.&12. Januar 2013. Swiss Sliding, 12. Januar 2013, archiviert vom Original (nicht mehr online verfügbar) am 4. März 2016; abgerufen am 6. Januar 2016.  Info: Der Archivlink wurde automatisch eingesetzt und noch nicht geprüft. Bitte prüfe Original- und Archivlink gemäß Anleitung und entferne dann diesen Hinweis.)